# Генрі Сігрейв
Ге́нрі Сі́грейв (англ. Sir Henry O'Neil de Hane Segrave; 22 вересня 1896, Балтимор, Меріленд, Сполучені Штати Америки — 13 червня 1930, Віндемір, Камбрія, Велика Британія) — британський автогонщик, володар світових рекордів швидкості. Виборював три рекорди швидкості на суші і один рекорд на воді. Перша людина, що володіла рекордами для обох стихій одночасно. Також він був першим, хто перевищив швидкість 200 миль за годину на суші. Загинув у 1930 році в результаті аварії одразу ж після встановлення чергового свого рекорду. На його честь засновано нагороду Segrave Trophy, що вручається за видатні навики, відвагу та ініціативу на суші, воді і у повітрі.

## Біографія
Мати Сігрейва була американкою, а батько — ірландцем. Він виріс в Ірландії й відвідував Ітонський коледж.

### Перша світова війна
У 1914 році пішов на службу у Йоркширський королівський полк. Із січня 1916 року служив у Королівському льотному корпусі льотчиком-винищувачем. У 1915 і 1916 роках зазнавав поранень. Після війни у 1919 році перейшов в адміністративний відділ Королівських військово-повітряних сил, але незабаром змушений був покинути службу за станом здоров'я через наслідки бойових поранень.

### Автоспорт

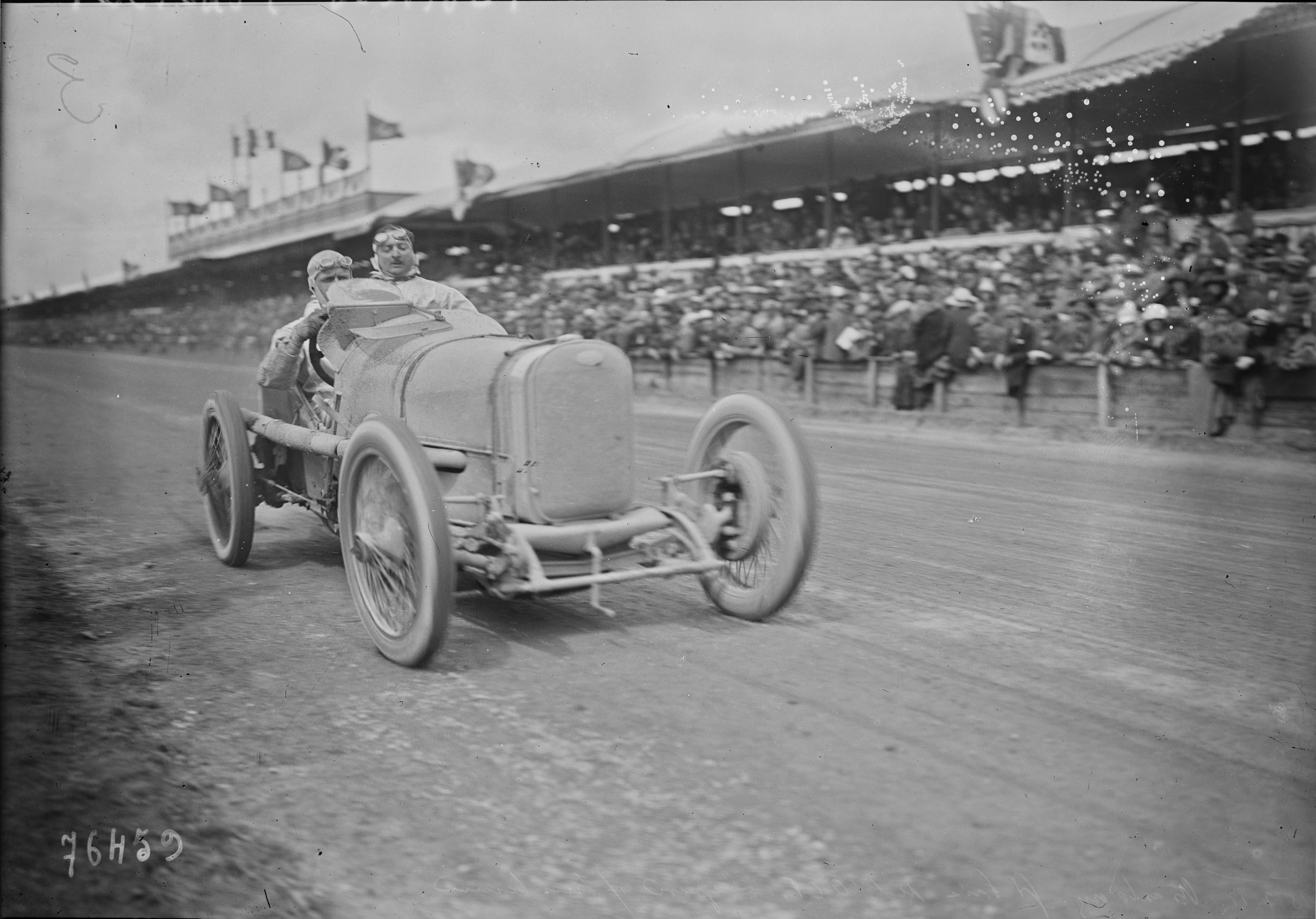
Сігрейв на у Страсбурзі.

Незабаром після закінчення війни Сігрейв почав брати участь у змаганнях в автоспорті. У 1921 році він виграв свою першу гонку на великі відстані, що пройшла у Великій Британії. 200-мильна гонка для автомобілів з об'ємом двигуна 1500 см³ відбулась у Бруклендсі (Суррей). Сігрейв виграв гонку на автомобілі Talbot, виробництва фірми «Darracq». У 1922 році він був змушений перервати свою участь у Гран-прі Франції через отримані хімічні опіки. У 1923 році він виграв Гран-прі Франції на автомобілі фірми «Sunbeam Motor Car Company» і став першим британцем, що виграв перегони на британському автомобілі. У 1924 році Сігрейв виграв перегони Гран-прі Сан-Себастьяна (Іспанія), а наступного року взяв участь у перегонах 24 години Ле-Мана. Після наступної перемоги у гонці у Мірамасі (Франція) він перестав брати участь у перегонах, зосередившись на встановленні рекордів швидкості.

### Авіаконструктор
В кінці 1920-х років, коли у Сігрейва відновився інтерес до польотів, він розробив літак для розкішного туризму. Прототип, відомий під назвою Blackburn Segrave, був дерев'яним монопланом з двома двигунами. Перший політ на ньому було здійснено 28 травня 1930 року. Але доведення літака було через місяць відкладено через загибель конструктора. Згодом були побудовані три екземпляри цього літака з металу.

## Рекорди швидкості

### На суходолі

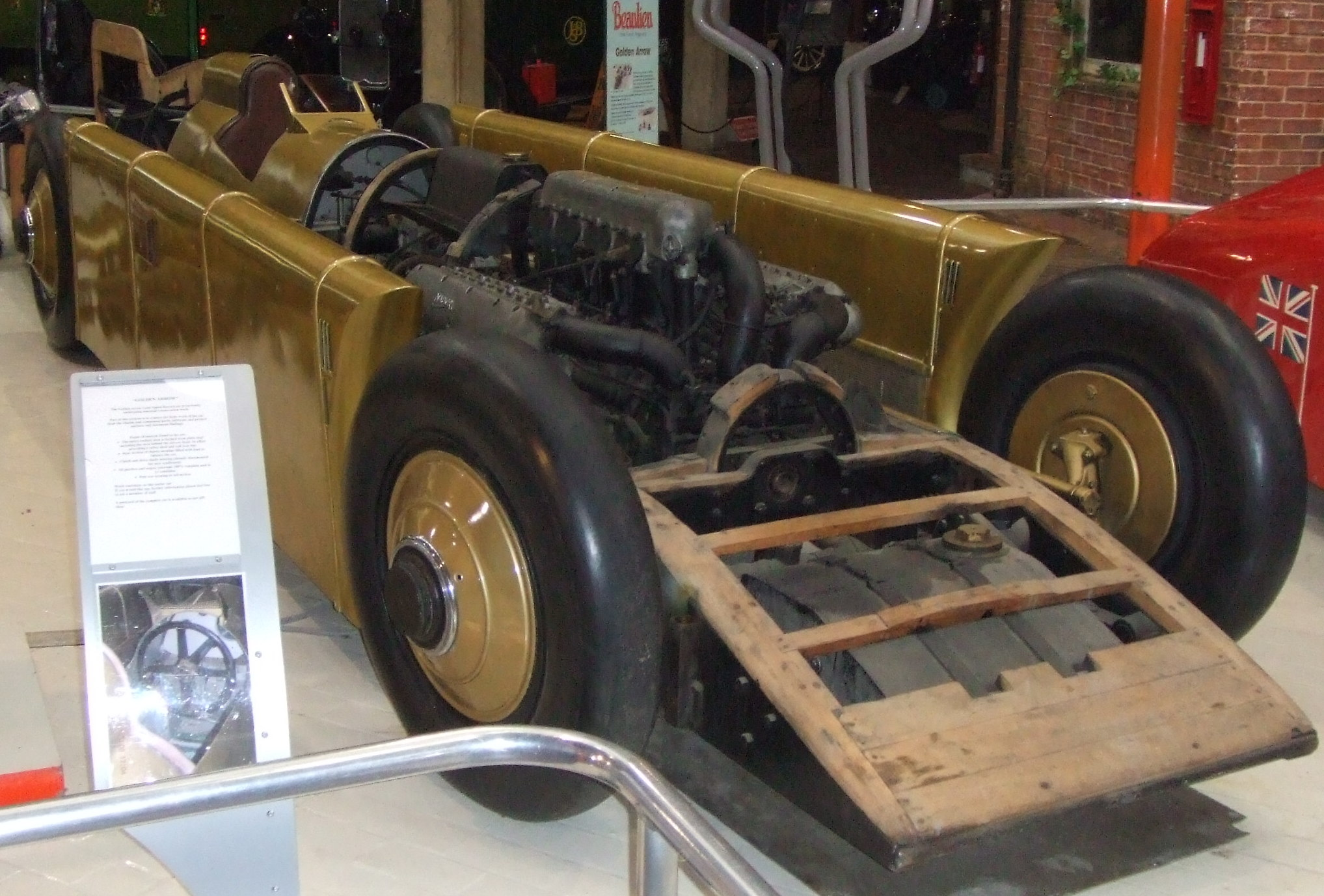
Автомобіль «Golden Arrow» Генрі Сігрейва у в

16 березня 1926 року Сігрейв встановив свій перший рекорд швидкості на суходолі 152,33 милі за годину (245,15 км/год) на автомобілі
Sunbeam Tiger з 4-літровим двигуном на пляжі поблизу Ейнсдейл в Саутпорті (Англія). Рекорд було побито місяць по тому Дж. Г. Перрі-Томасом на виготовленому на замовлення автомобілі «Babs» з V-подібним двигуном об'ємом 27 літрів потужністю 450 к. с.
Через рік він став першою людиною, що подолала рубіж 200 миль за годину (320 км/год). 29 березня 1927 року на трасі Daytona Beach and Road Course на автомобілі «Sunbeam 1000 hp» він досягнув швидкості 203,79 милі за годину (327,97 км/год).
11 березні 1929 року він встановив останній свій рекорд швидкості на суходолі, і знову на Daytona Beach and Road Course. На новому автомобілі «Golden Arrow», створеному для нього Джеком Ірвінгом, він досягнув швидкості 231,45 милі за годину (372,48 км/год).
Після того як Сігрейв 13 березня того ж року став очевидцем загибелі американського гонщика Лі Байбла на Ормонд-Біч (Флорида), він більше не пробував встановлювати рекорди швидкості на суші. Пробіг автомобіля «Golden Arrow», що більше ніколи не використовувався, становив 18,74 милі (30,16 км). В даний час цей автомобіль, поряд з іншими автомобілями Сігрейва «Sunbeam 350 hp» і «Sunbeam 1000 hp», демонструється у Національному автомобільному музеї в Б'юлі.
У 90-у річницю встановлення Сігрейвом першого рекорду у березні 2016 року його «Sunbeam 1000 hp» було привезено на пляж Ейнсдейл, де цей рекорд був встановлений.

### На воді

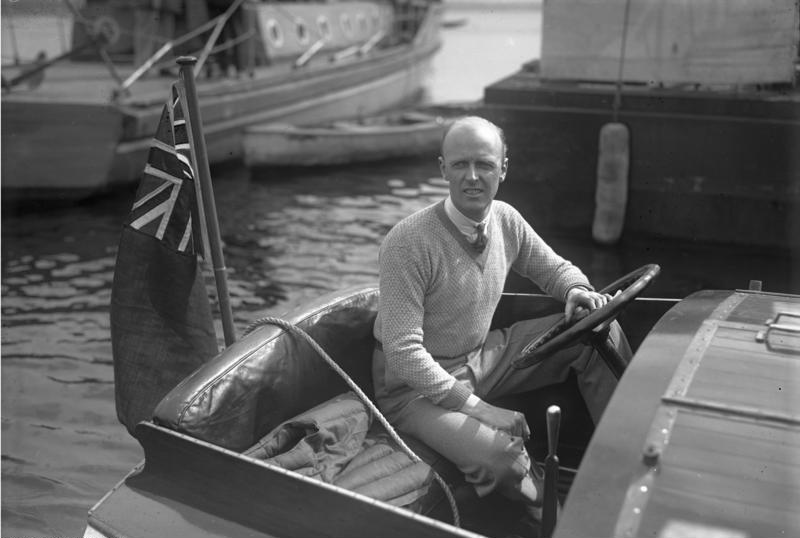
Сігрейв на борту Miss Alacrity (1929)

У Сігрейва був катер Miss England I, побудований у 1928 році з метою виграти Harmsworth Trophy, змагання, засноване Гарфілдом Вудом. Створена Вудом серія катерів Miss America, оснащених потужними авіаційними двигунами, зробила його володарем цілої серії рекордів і першою людиною, яка досягнула на воді швидкості понад 100 миль за годину (160 км/год). Хоча Сігрейв вже використовував авіаційні двигуни для декількох своїх рекордових автомобілів, на Miss England I стояв звичайний двигун Napier Lion. Сігрейв вважав, що рекордних швидкостей вдасться досягти за рахунок легкого корпусу катера. Гарфілд Вуд, поряд з іншими американськими конструкторами, вважав, що конструкція катера Сігрейва є недостатньо міцна для високих швидкостей. Вуд пропонував Сігрейву свою допомогу у проектуванні гвинта і керма.
Після встановлення рекорду швидкості на суші у 1929 році, Сігрейв негайно виїхав до Маямі для участі в перегонах на катерах. Сігрейв виграв перегони перемігши Гарфілда Вуда. Це була перша поразка американця за дев'ять років. Сігрейв повернувся до Британії і за свої численні досягнення був посвячений у лицарі.

## Загибель
У п'ятницю 13 червня 1930 року на озері Віндемір Сігрейв на катері Miss England II встановив новий рекорд швидкості 98,76 миль за годину (158,94 км / год, середня швидкість в двох заїздах). Однак під час третього заїзду катер перекинувся на повній швидкості. Головний інженер Віктор Геллівелл загинув у момент катастрофи. Механіка Майкла «Джека» Віллкокса викинуло з катера і він отримав перелом руки. Сігрейв, що втратив свідомість в результаті аварії, на мить прийшов до тями і запитав про долю своїх товаришів. Щойно, як йому повідомили про побиття рекорду швидкості, він помер від крововиливу в легені. Поблизу місця аварії була виявлена велика гілка, але точна причина аварії так і не була встановлена. Було висловлено думку, що причиною міг стати занадто легкий корпус катера.
Ірландський рекордсмен Кай Дон на катері Miss England II у подальшому встановив ще два рекорди швидкості на воді.

## Пам'ять
У 1930 році було засновано Трофей Сігрейва для нагородження британців, що продемонстрували видатні досягнення у галузі транспорту на суші, у повітрі чи на воді. Приз було засновано Королівським автомобільним клубом. Цим призом нагороджувались серед інших, Малколм Кемпбелл (1932), Стірлінг Мосс (1957), Річард Нобль (1983), Льюїс Гамільтон (2007), Джон Сертіс (2013).